# Mistrovství České republiky v soutěžním lezení 2011
Mistrovství ČR v soutěžním lezení 2011 se uskutečnilo ve třech termínech, městech a disciplínách. MČR v lezení na obtížnost 11.—12. června v Praze (jako Doldy Mistrovství České a Slovenské republiky na stěně SmíchOff), MČR v lezení na rychlost 30. července v Baldovci a MČR v boulderingu 3. září v Praze (Lokalblok). Závody byly součástí Českého poháru v soutěžním lezení 2011.

## Výsledky finále MČR
| obtížnost           | obtížnost              | rychlost          | rychlost              | bouldering                  | bouldering              |
| ------------------- | ---------------------- | ----------------- | --------------------- | --------------------------- | ----------------------- |
| muži                | ženy                   | muži              | ženy                  | muži                        | ženy                    |
| 1. Adam Ondra       | 1. Tereza Svobodová    | 1. Milan Dvořáček | 1. Eva Křížová        | 1. Martin Stráník           | 1. Lenka Frühbauerová   |
| 2. Martin Stráník   | 2. Lucie Hrozová       | 2. Adam Zdařil    | 2. Kateřina Janovská  | 2. Jan Chvála               | 2. Nelly Kudrová        |
| 3. Petr Čermák      | 3. Edita Vopatová      | 3. Martin Micka   | 3. Nela Ambrožová     | 3. Ondřej Nevělík           | 3. Věra Kostruhová      |
|                     |                        |                   |                       |                             |                         |
| 4. Roman Kučera     | 4. Lenka Frühbauerová  | 4. Vítězslav Kříž | 4. Marcela Tovaryšová | 4. Martin Spilka            | 4. Karolína Nevělíková  |
| 5. Jaroslav Petečel | 5. Kristýna Ondrová    | —                 | —                     | 5. Jiří Přibil              | 5. Petra Růžičková      |
| 6. Martin Klemsa    | 6. Daniela Kotrbová    | —                 | —                     | 6. Martin Jungling          | 6. Daniela Kotrbová     |
| 7. Jakub Hlaváček   | 7. Gabriela Vrablíková | —                 | —                     | 7. Ondřej Beneš             | 7. Edita Vopatová       |
| 8. Tomáš Binter     | 8. Kateřina Švecová    | —                 | —                     | 8. Vojtěch Cihlář           | 8. Monika Kuhn-Gáberová |
| —                   | —                      | —                 | —                     | 9. Vilém Chejn              | —                       |
| —                   | —                      | —                 | —                     | 10. Štěpán Stráník          | —                       |
| —                   | —                      | —                 | —                     | 11. Marian Šeliga Slovensko | —                       |
| —                   | —                      | —                 | —                     | 12. Jiří Romanovský         | —                       |
|                     |                        |                   |                       |                             |                         |
| 7 finalistů         | 4 superfinalistky      | ? bez finále      | ? bez finále          | 12 finalistů                | 8 finalistek            |
| 18 semifinalistů    | 8 finalistek           | ? semifinalistů   | ? semifinalistek      | bez semifinále              | bez semifinále          |
| 18 mužů             | 14 žen                 | ? mužů            | ? žen                 | 40 mužů                     | 18 žen                  |